# Club 15-15
Club 15-15 – były żeński klub piłki siatkowej z hiszpańskiej wyspy Majorki. Swoją siedzibę ma w Palma de Mallorca. Występuje w Superliga Femenina de Voleibol. Został założony w 1994 roku. W 2001 roku klub awansował do hiszpańskiej Superligi. W grudniu 2011 roku klub został rozwiązany z powodu problemów finansowych. Oficjalnie przestał istnieć w 2012 roku.

## Sukcesy
- 2007/2008, 2008/2009

## Historia nazwy
- 1994-2006 Club Voleibol Ícaro
- 2006-2007 Ícaro Alaró
- 2007-2008 Ícaro Palma
- 2008-2009 Palma Volley
- 2009–2012 Oxidoc Palma

## Znane zawodniczki
- Sabrina Seguí
- Natalya Mammadova
- Gisele Florentino
- Antonina Zetova
- Jelena Alajbeg
- Marcela Ritschelova
- Milagros Cabral
- Kinga Maculewicz
- Esther López
- Susana Rodríguez
- Dorota Świeniewicz
- Aurea Cruz
- Regan Hood
- Desireé Glod
- Maurizia Cacciatori